# Традиция шахтовых могил

Археологические памятники на западе Мексики. Оранжевые круги — археологические памятники. Крупные зелёные окружности отмечают наиболее важные памятники. Расположение памятников образует т.наз. «дугу шахтовых могил» от Найярит на северо-западе через горы Халиско до Колимы

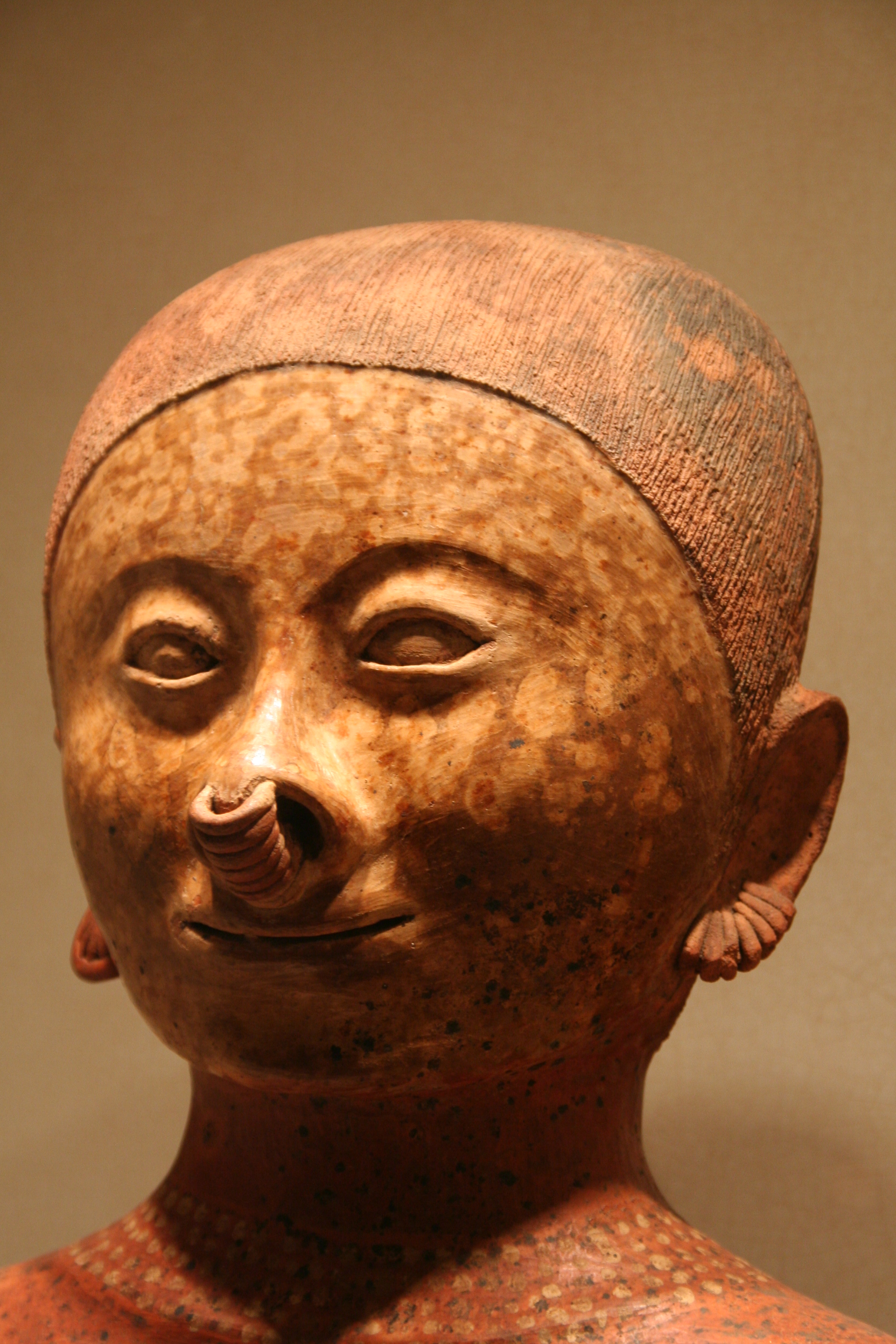
Деталь скульптуры в «псевдокитайском» (chinesco) стиле, культура Наярит, классический период

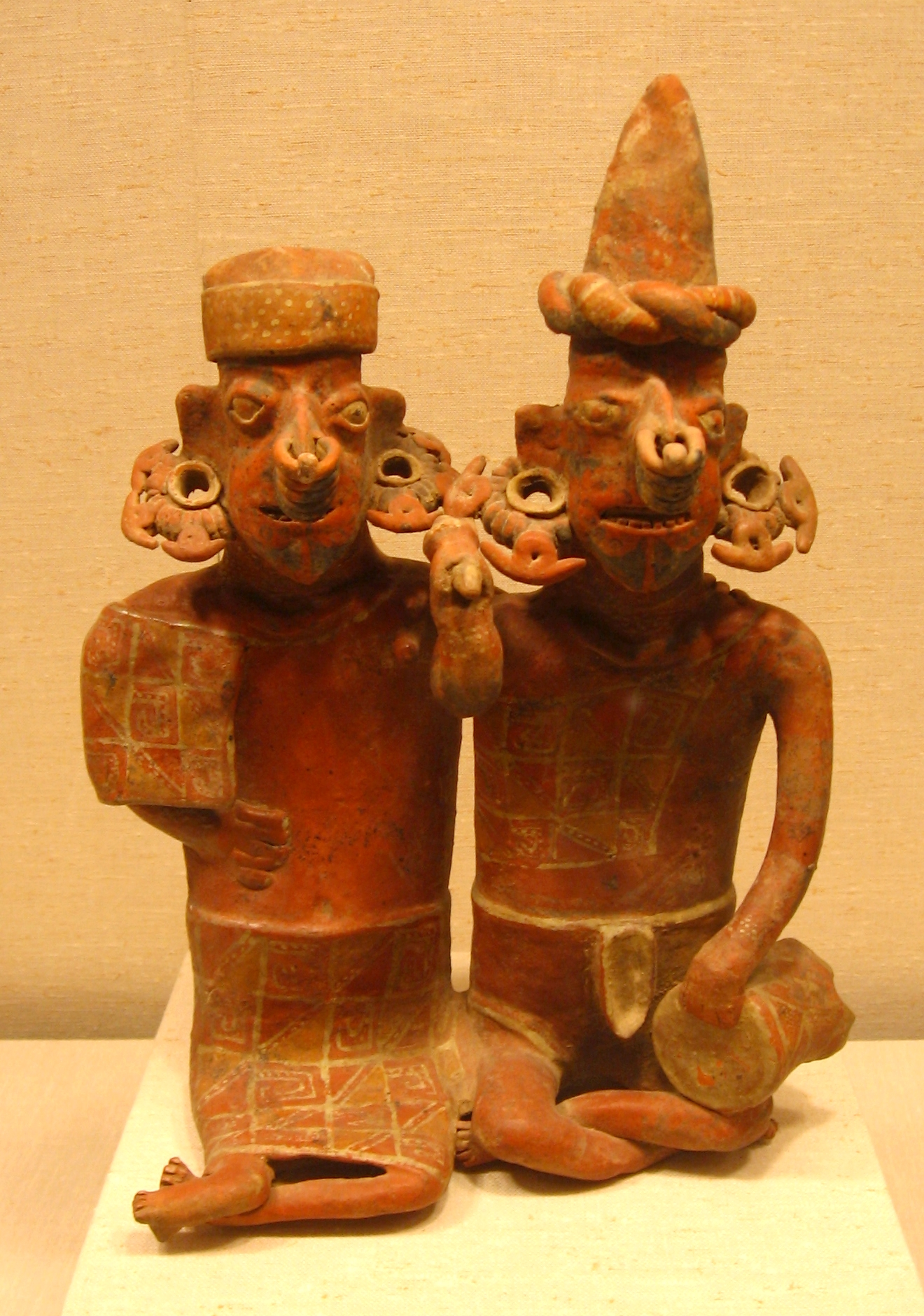
Пара предков, Наярит, 100 до н. э. — 200 н. э., стиль Икстлан-дель-Рио

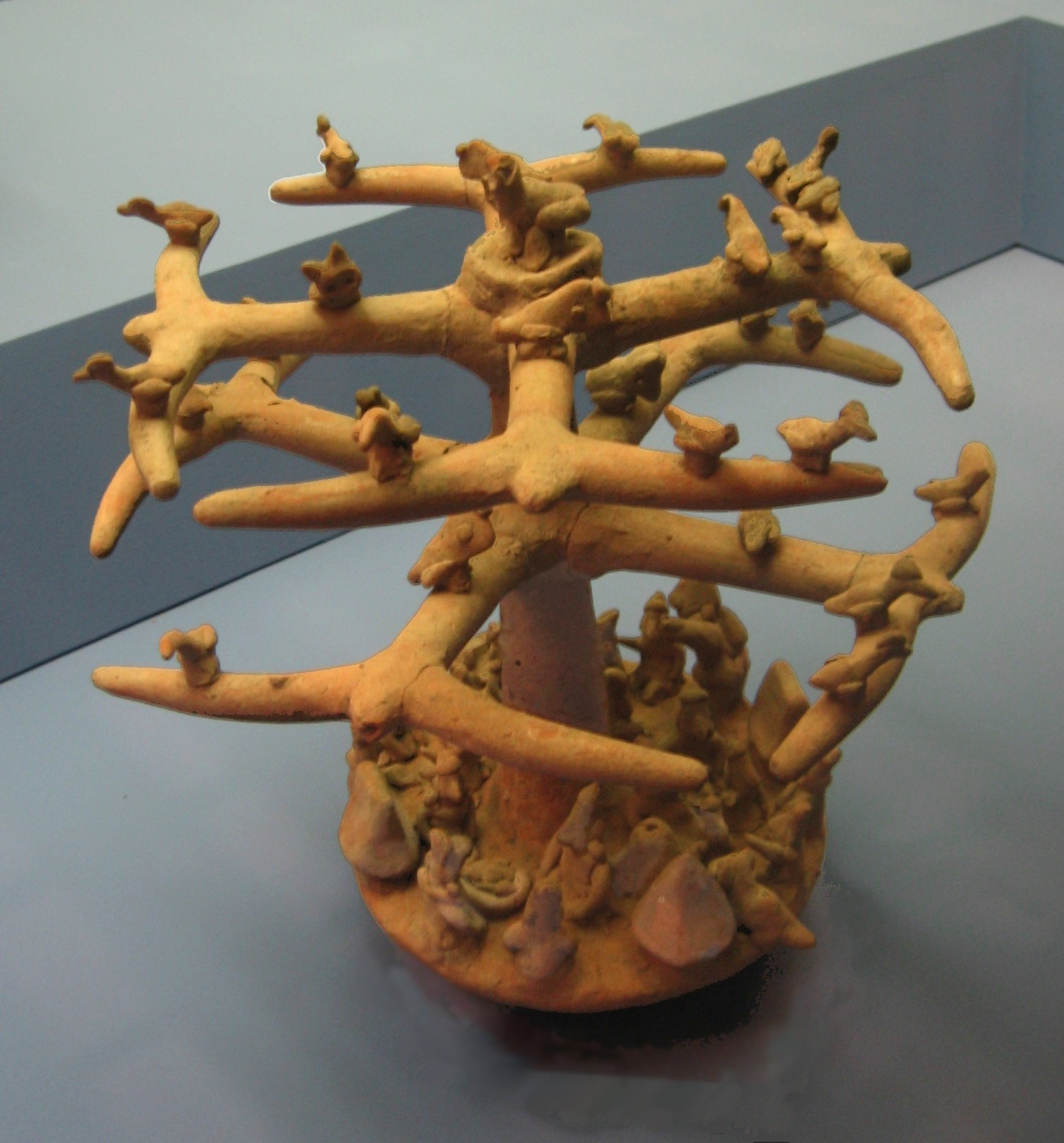
Дерево с птицами из Наярит. Предполагается, что птицы изображают души, которые ещё не спустились в подземное царство, а центральное дерево — это Месоамериканское мировое древо

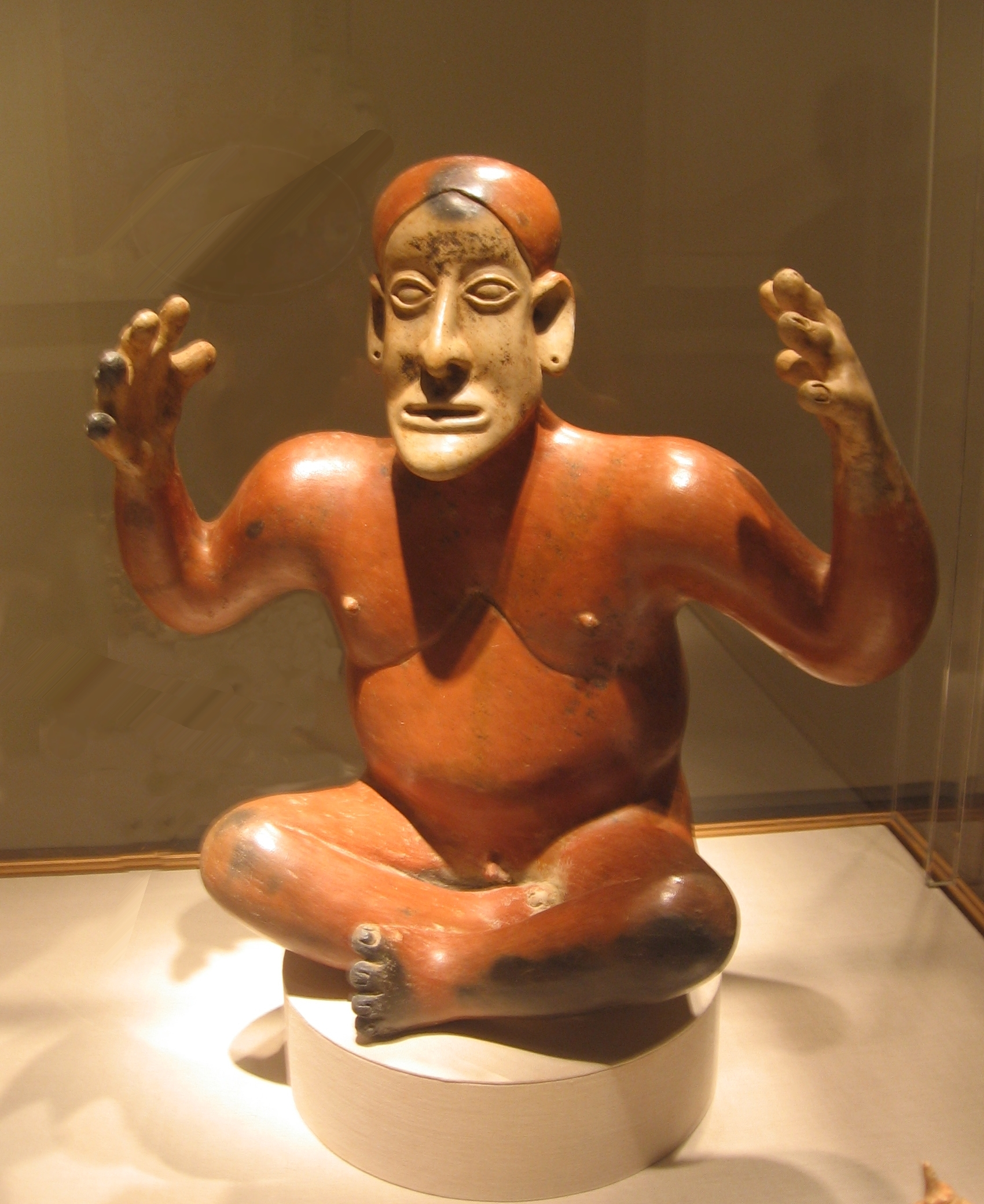
Фигурка в стиле Амека из Халиско, высота 56 см

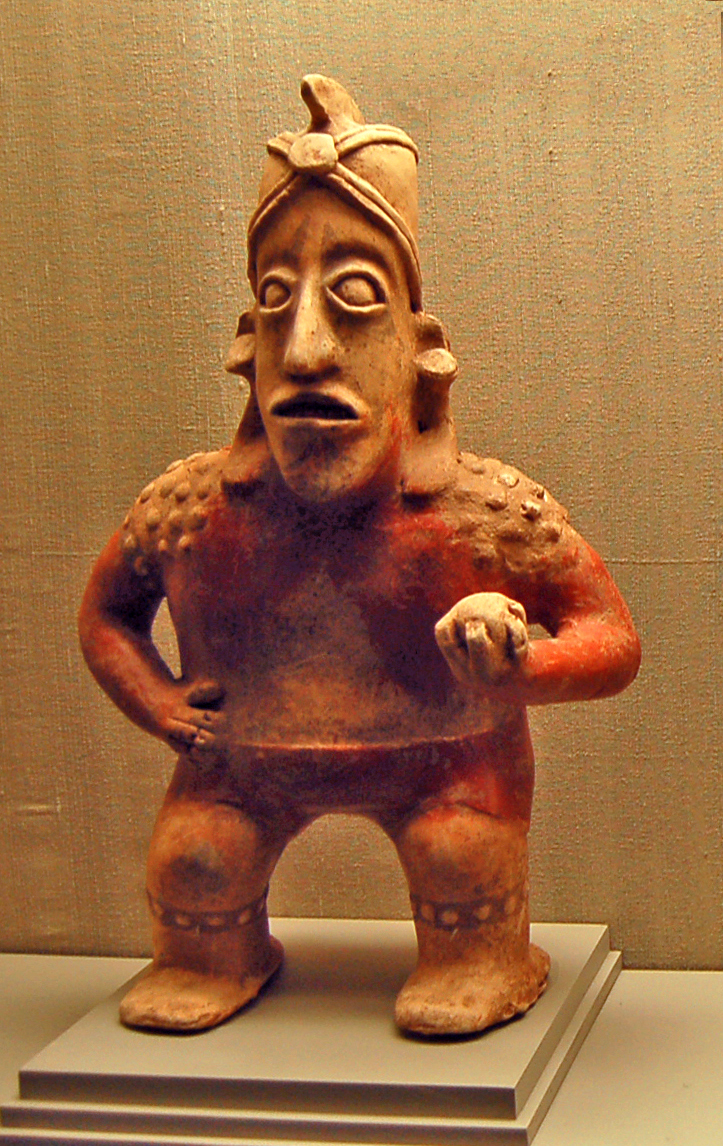
Фигурка в стиле Амека из Халиско. Рог — характерная черта многих фигур данной культуры. Мяч, видимо, относится к месоамериканской игре в мяч.
Публикуется с разрешения Zeetz Jones

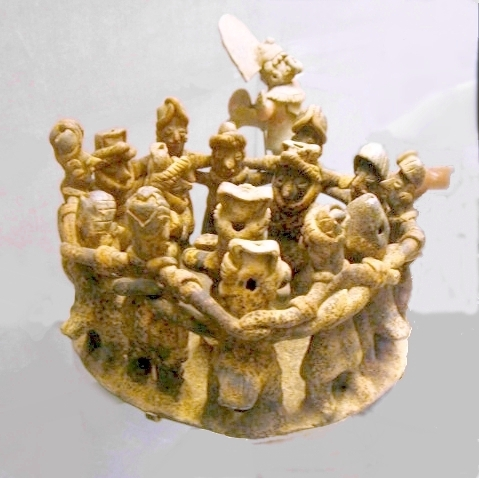
Сцена с музыкантами и танцорами

Статуэтка в «псевдокитайском» стиле (тип C), изображающая человека с припухшими и узкими глазами и короткими конусовидными ногами.
Фото с разрешения M Harrsch

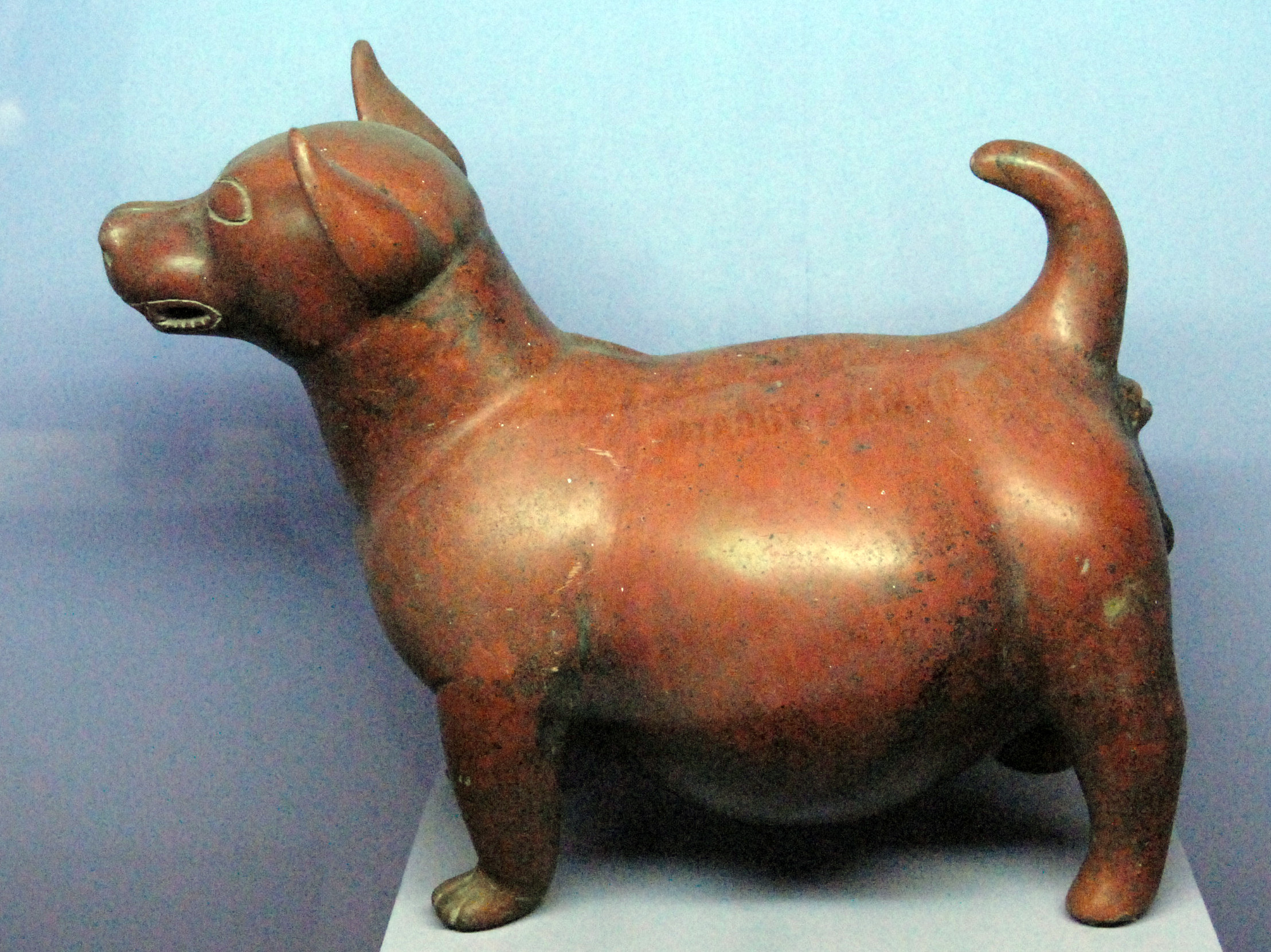
Фигурка собаки из Колимы (вероятно, подобную породу выращивали для употребления в пищу, о чём говорят её округлые бока).
Публикуется с разрешения T Aleto

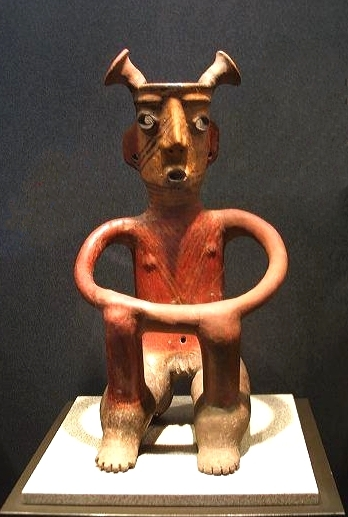
Статуэтка в стиле Сакатекас с рогами (вероятно, это плетёные косы) на мужских фигурках. Как у мужчин, так и у женщин — характерные головы с плоским верхом и руки, похожие на верёвки.
Публикуется с разрешения RightIndex

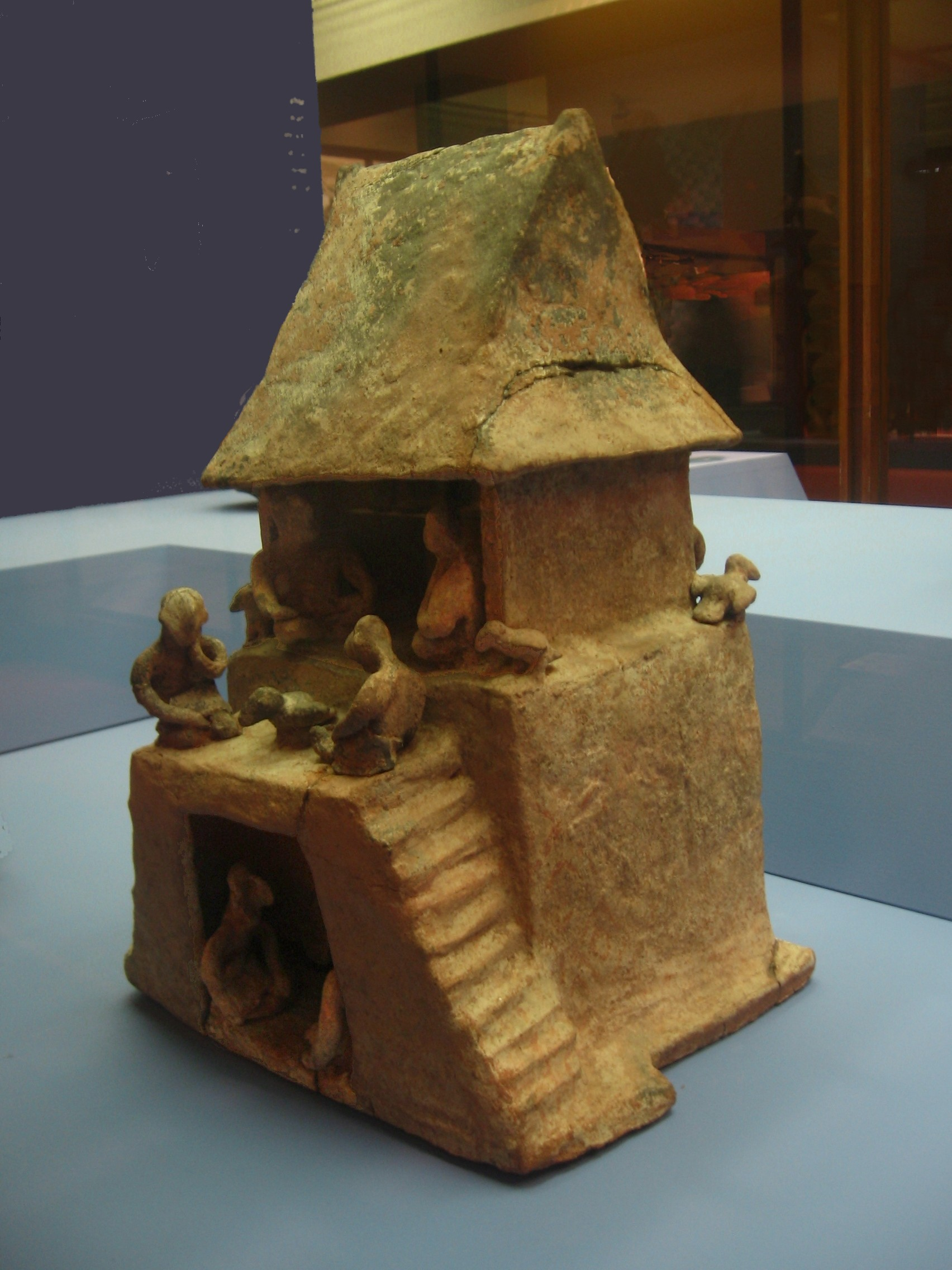
Керамический дом с крышей, характерной не только для Шахтовых могил, но и последующей теучитланской традиции. Предполагается, что данный дом представляет собой дом живых (сверху) на доме мёртвых (снизу)

Западномексиканская традиция шахтовых могил, или культура шахтовых могил — данный термин охватывает ряд взаимосвязанных культурных черт, объединяющих археологические находки примерно 300—400 гг. н. э. в западномексиканских штатах Халиско, Найярит и в меньшей степени — Колима. Почти все артефакты, связанные с традицией шахтовых могил, были обнаружены грабителями могил, места их происхождения неизвестны, что делает их датировку проблематичной. Первые крупные не затронутые грабителями шахтовые могилы были открыты лишь в 1993 г. у г. Уитцилапа, штат Халиско.
Первоначально считалось, что указанные находки относятся к Государству Тарасков, существовавшему одновременно с ацтеками. К середине 20 в. стало ясно, что артефакты и погребения данной культуры были как минимум на 1000 лет старше. До недавнего времени единственными источниками сведений о культуре создателей шахтовых могил были артефакты, добытые «чёрными археологами» — грабителями могил. Именно из-за скудости сведений крупная выставка 1998 г. сопровождалась подтекстом: «Искусство и археология неизвестного прошлого».
В настоящее время считается, что хотя шахтовые могилы были широко распространены на упомянутой территории, регион традиции шахтовых могил не представлял собой единой культуры. Среди археологов продолжаются дискуссии о корректности употребления общего термина «Культура шахтовых могил» или отдельных терминов «культура Колима», «культура Халиско», «культура Найярит».
До возникновения Традиции шахтовых могил на её территории существовала культура Капача, самым известным археологическим памятником которой является Ла-Кампана у мексиканского города Колима. Ла-Кампана продолжала использоваться и позднее, когда на её территории также возникли захоронения Традиции шахтовых могил.
Теучитланская традиция является либо потомком Традиции шахтовых могил, либо даже её синонимом.

## Описание
Предполагается, что традиция шахтовых могил возникла около 300 г. до н. э. Некоторые шахтовые могилы, впрочем, возникли за более чем 1000 лет до того — к примеру, шахтовая могила в Эль-Опеньо в штате Мичоакан датируется 1500 до н. э., однако она относится к культуре скорее Центральной, чем Западной Мексики. Происхождение данной традиции, как и многие другие её особенности, ещё остаётся непонятым, хотя «бесспорным ядром» этой традиции считаются долины вокруг г. Текила в штате Халиско, включающие археологические памятники Вицилапа (Huitzilapa) и Теучитлан. Традиция шахтовых могил продолжала существовать как минимум до 300 г. н. э., хотя по поводу датировки верхней границы ведутся споры — её предлагают продлить и до 500, и до 600 г.н. э.
Характерный для западномексиканской традиции тип захоронения — вертикальная или почти вертикальная шахта глубиной от 3 до 20 м, чаще всего в слое вулканического туфа. Основание шахты ведёт в одну или две (иногда более) горизонтальные камеры, в среднем площадью 4 на 4 метра (размеры значительно варьируются), с низким потолком. Поверх шахтовых могил нередко устанавливали здания.
В каждой камере обнаружено по несколько захоронений; есть свидетельства того, что могилы использовались для семей или кланов в течение нескольких поколений. Объём труда, необходимого для сооружения могил, а также количество и качество могильной утвари показывают, что данные могилы использовались исключительно для элиты, что свидетельствует о значительном расслоении общества Традиции шахтовых могил уже с начала её существования.

## Керамические фигурки и сцены
Погребальная утварь включала пустотелые керамические фигурки, украшения из обсидиана и раковин, полудрагоценные камни, керамические изделия (нередко содержавшие еду) и прочие предметы домашнего была, такие, как веретёна и зернотёрки. Среди необычных предметов — трубы из раковин, покрытые штукатуркой и другими накладными украшениями. По мнению Коваррубиаса, в отличие от артефактов других месоамериканских культур (ольмеков, майя и др.), артефакты шахтовых могил почти не имеют характерной иконографии и зачастую лишены символического или религиозного значения.
Керамические фигурки интересны как почти единственные произведения искусства данной культуры, не создавшей монументальных произведений, стел, красочных изображений и т. п.
Поскольку происхождение большинства керамических предметов установить невозможно, они классифицируются по предметам сюжетам и стилям.

### Стили
Выделяются несколько характерных стилей:
- Истлан-дель-Рио (Ixtlán del Rio). Эти абстрактные статуэтки имеют плоские, почти квадратные туловища со стилизованными лицами, имеют кольца в носу и многочисленные серьги. Сидящие статуэтки имеют тонкие, похожие на верёвки конечности, а стоящие фигурки — короткие и толстые. Известный карикатурист и этнограф Мигель Коваррубиас отмечал, что эти изображения являются «предельной формой абсурдных, брутальных карикатур, особой эстетической концепцией, которая смакует человеческие уродства».[19] Историк искусства Джордж Кублер  отмечает, что «квадратные туловища, искривлённые в гримасах рты и прямые взгляды передают обеспокоенность, которая лишь частично компенсируется живостью поз и пластической энергией опухших форм».[20]

- «Псевдокитайские» («Chinesca») фигурки получили название за внешнее сходство с китайским искусством. Это ранний стиль, связан с Наяритом.[21] Внутри стиля выделяется до 5 основных подгрупп, которые могут частично совпадать.[22] Фигурки типа A, так называемые «классические псевдокитайские»,[23] реалистичны по изображению. Майкл Кан (Michael Kan) отмечает, что «их сдержанные лица скорее намекают на эмоции, чем демонстрируют их».[24] Фигурки типа A настолько похожи друг на друга, что их считают продукцией одной «школы».[25] Типы B — E — более абстрактные, характеризуются припухшими, узкими глазами, а также широкими прямоугольными или треугольными головами. Эти фигурки часто изображаются сидящими или полулежащими, с короткими конусовидными ногами.[26]

- Стиль Амека, связанный с городищем Халиско, характеризуется удлинённым лицом и высоким лбом, который нередко покрыт волосами, заплетёнными в косу, или головным убором, похожим на тюрбан. Орлиный нос удлинён, крупные глаза — широкие, смотрят прямо, с заметными веками, которые создавались путём накладки дополнительных полос глины («багетов») вокруг глаз.[27] Широкий рот закрыт или слегка приоткрыт, а на больших руках имеются тщательно выполненные ногти. Кюблер отмечает как ранний стиль «с овечьим лицом», так и более поздний стиль, «лучше анимированный и с более выраженной артикуляцией».[28]

- Керамика Колима отличается гладкими округлыми формами тёплым красно-коричневым оттенком.[29] Находки из Колимы характерны тем, что в них встречается большое разнообразие фигурок животных, в особенности собак. Люди в колимской керамике «более манерные и менее пышные», чем другие фигурки шахтовых могил.[30]

Среди прочих стилей можно упомянуть Эль-Ареналь (El Arenal), Сан-Себастьян (San Sebastián) и Сакатекас (Zacatecas). Хотя специалисты в целом соглашаются по поводу названий стилей и их характеристик, имеются и отдельные разногласия. Более того, в какой-то степени эти стили перекрывают друг друга, и многие фигурки трудно классифицировать однозначно.

### Сюжеты
В керамических произведениях шахтовых могил часто встречаются следующие сюжеты:
- Керамические сцены из жизни, изображающие нескольких (иногда десятки) людей, занимающихся некоторой деятельностью. Представленные в высокогорном Наярите и соседнем Халиско, эти керамические сцены дают богатый этнографический материал о погребальной практике, местной игре в мяч, архитектуре (в основном из недолговечных материалов) и даже, вероятно, религиозных представлениях позднего формационного периода.[31] Некоторые сцены по своей динамичности и деталям являются почти фотографическими, некоторые здания даже оказалось возможным идентифицировать с обнаруженными в тех же местах руинами.[32]

- Керамические собаки хорошо известны из разграбленных могил близ Колимы. В месоамериканской традиции собаки обычно играли роль сопровождающих души в царство мёртвых[33] при этом некоторые изображения собак носят на мордах человеческие маски. C другой стороны, собаки в древней Месоамерике нередко употреблялись в пищу.[34]

- Пары предков или супругов (мужская и женская фигурки) часто встречаются среди могильных принадлежностей. Они изготавливались как в виде пары, так и по отдельности, и чаще всего в стиле Икстлан-дель-Рио.[35]

- Многие статуэтки шахтовых могил, найденные в самых различных местах в Западной Мексике, имеют «рога» на лбу. Было представлено несколько теорий того, что могут означать эти рога: либо что их носитель является жрецом, что они являются абстрактным изображением морских раковин, которые часто встречались в могилах,[36] либо что они являлись символом власти или фаллическим символом.[37] Данные теории не вполне исключают друг друга.

### Использование керамики
До сих пор остаётся непонятным, использовалась ли могильная керамика в быту или изготавливалась специально для погребения; по крайней мере часть могильной керамики не имеет следов износа.

## Контекст

### Связи с другими западномексиканскими культурами
Большое количество данных свидетельствуют о связи Традиции шахтовых могил с теучитланской традицией, возникшей примерно в то же время, но исчезнувшей существенно позже, в 9 в. н. э. Теучитланская традиция во многих деталях выглядит как дальнейшее развитие традиции шахтовых могил.
В отличие от типичной для других культур Месоамерики месоамериканских пирамид и квадратных центральных площадей, населённые пункты Теучитланской традиции имели иную планировку: центральная круглая площадь и уникальные конические пирамиды (см. напр. Гуачимонтонес)(. Этот же круглый архитектурный стиль отражается и во многих сценах, изображённых в произведениях искусства шахтовых могил.

### Связи с другими месоамериканскими культурами
Поскольку западная Мексика находилась на самой периферии Месоамерики, долгое время эта история рассматривалась вне контекста известных месоамериканских культур. В шахтовых могилах, к примеру, не было обнаружено ни одного артефакта, где бы прослеживалось влияние ольмеков, ни месоамериканского календаря, ни следов письменности, хотя есть некоторые другие месоамериканские культурные маркеры, например, свидетельствующие о распространении здесь месоамериканской игры в мяч.
Несмотря на указанные отличия, образ жизни древних западных мексиканцев во многом напоминал образ жизни других народов древней Месоамерики. В дополнение к трём характерным местным сельскохозяйственным культурам — бобам, тыкве и кукурузе — здесь выращивали перец чили, маниоку и другие клубнеплоды, различные злаки, а также употребляли белковую пищу — домашних собак, индеек и уток, а также дичь. Жили западные мексиканцы в мазанках с соломенной крышей, выращивали хлопок и табак, вели дальнюю торговлю обсидианом и другими товарами.
Шахтовые могилы не встречаются в других местах Месоамерики, ближайшие (по местонахождению) аналоги известны лишь на северо-западе Южной Америки.

### Связи с южноамериканскими шахтовыми могилами
Шахтовые могилы также встречаются на северо-западе Южной Америки в более поздний период, чем в Западной Мексике (например, в 200—300 гг. н. э. на севере Перу, позднее на других территориях). По мнению Дороти Хослер, профессора археологии и древних технологий в Массачусетском технологическом институте, «физическое сходство между типами могил на севере Южной Америке и в Западной Мексике не вызывает сомнений», тогда как историк искусства Джордж Кюблер полагает, что западномексиканские камеры «напоминают могилы шахтового типа в верховьях реки Каука в Колумбии». С другой стороны, другие исследователи не согласны с тем, что внешнее сходство говорит о культурной связи — Карен Олсен Брунс считает, что «контакт подобного рода… может возникнуть разве что в замылившихся глазах фантазёра».
Были выдвинуты предположения и о других связях между Западной Мексикой и северо-западом Южной Америки, в частности, развитие металлургии.

## История изучения
Впервые артефакты традиции шахтовых могил подробно рассмотрел Карл Люмхольтц в своей работе 1902 г. «Неизвестная Мексика» (Unknown Mexico). Норвежский исследователь не только опубликовал изображения нескольких предметов могильной утвари, но и описал разграбленную могилу-шахту, которую он посетил в 1896 г. Он также посетил и описал руины Цинцунцана, столицы империи Тараско, расположенного в 250 км к востоку от могилы, и был одним из первых, кто неверно отождествил традицию шахтовых могил с народом пурепеча — создателем государства Тараско.
В 1930-е гг. художник Диего Ривера начал собирать артефакты из Западной Мексики для своей частной коллекции, и его увлечение пробудило широкий общественный интерес к культуре создателей западномексиканских захоронений. В конце 1930-х гг. одна из виднейших исследователей Западной Мексики, археолог Изабел Келли, начала свои исследования. В период 1944—1985 гг. Келли опубликовала десятки работ о своей работе в данном регионе. В 1948 г. она первой предположила существование «дуги шахтовых могил» — области географического распространения данной культуры по западу Мексики (см. карту выше).
В 1946 г. Сальвадор Тоскано выступил с критикой отождествления шахтовых могил с государством Тараско, а в продолжение его работы в 1957 г. Мигель Коваррубиас окончательно доказал, что государство Тараско появилось лишь после X века. Позднее выводы Тоскано и Коваррубиаса были подтверждены методом радиоуглеродного анализа угля и других органических останков из разграбленных шахтовых могил, которые смогли сохранить в 1960-е гг. Диего Дельгадо и Питер Фёрст. На основании своих раскопок, а также этнографических исследований современных народов уичоль и кора в штате Найярит, Фёрст (Furst) предположил, что артефакты не просто были принадлежностями древних людей, но отражали их мифологию и космогонию. Например, модели домов изображали жилище живых в связи с жилищем мёртвых, расположенным на нижнем уровне, а также «рогатых» воинов — шаманов, сражающихся с мистическими силами.
В 1974 г. Хассо фон Виннинг опубликовал подробную классификацию артефактов из шахтовых могил Западной Мексики (включая, в том числе, «псевдокитайские» фигурки типов A — D). Его классификация до сих пор широко используется другими исследователями.
Крупнейшим событием стало обнаружение в 1993 г. неразграбленной могилы в Уицилапе (Huitzilapa), которая дала к настоящему времени наиболее подробную информацию о погребальных обычаях данной традиции.